# Bistum Ascoli Piceno
Das Bistum Ascoli Piceno (lateinisch Dioecesis Asculana in Piceno, italienisch Diocesi di Ascoli Piceno) ist eine in Italien gelegene Diözese der römisch-katholischen Kirche mit Sitz in Ascoli Piceno.
Die Diözese entstand bereits im 4. Jahrhundert und hat heute einen Umfang von 840 km². Die Kathedrale wurde im 16. Jahrhundert errichtet.
Am 2. Mai 2024 verfügte Papst Franziskus die Vereinigung des Bistums San Benedetto del Tronto-Ripatransone-Montalto in persona episcopi mit dem Bistum Ascoli Piceno. Bischof der so vereinigten Bistümer wurde der bisherige Bischof von Ascoli Piceno, Gianpiero Palmieri.